# 15e eeuw
De 15e eeuw (van de christelijke jaartelling) is de 15e periode van 100 jaar, dus bestaande uit de jaren 1401 tot en met 1500. De 15e eeuw behoort tot het 2e millennium.

## Gebeurtenissen en ontwikkelingen
Boekdruk en prentkunst

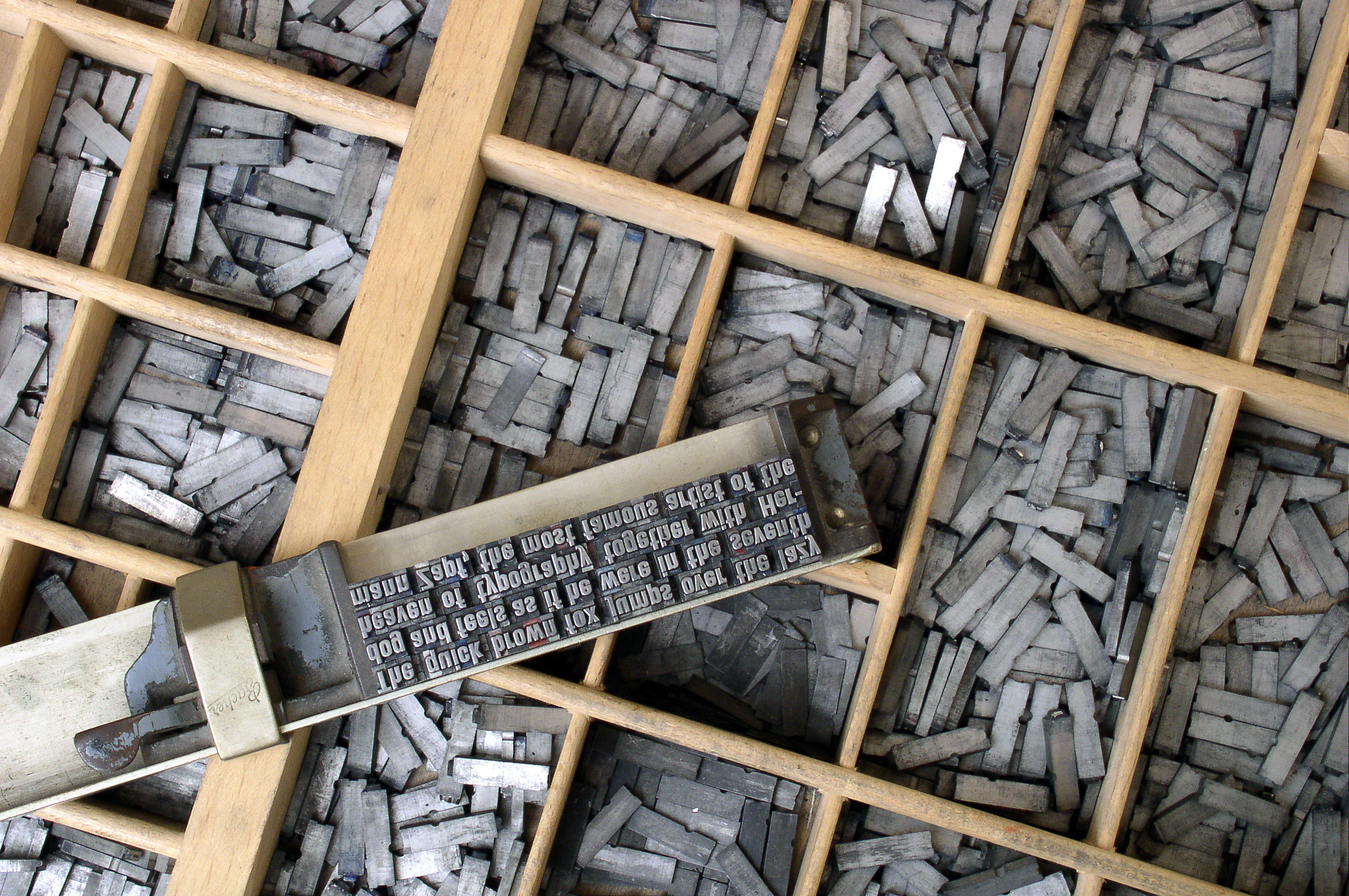
1450: uitvinding boekdrukkunst

- Aan het begin van de eeuw raakt in Europa de Chinese blokdruk in zwang. Kooplieden nemen in hun schepen papier mee naar Spanje en Italië. Deze kooplui gaan aanvankelijk steeds terug naar Arabië om opnieuw voorraden papier te kopen. Later vinden ze het goedkoper om zelf papier te maken en deze kunst verspreidt zich snel over de rest van Europa. Het vervangt het perkament dat voor de handschriften werd gebruikt.
- Rond 1450 wordt de boekdrukkunst, met gebruik van losse letters, uitgevonden door de Duitser Johannes Gutenberg. Het eerste echte gedrukte boek is de Gutenbergbijbel uit circa 1453. Het eerste boek dat in de Nederlanden wordt gedrukt is de Delftse Bijbel waarvan in 1477 250 exemplaren worden gedrukt. Niet-godsdienstige drukwerken zijn de Kroniek van Neurenberg van Hartmann Schedel (Neurenberg), in 1493 gedrukt door Anton Koberger, en Die hystorie vanden grooten Coninck Alexander, in 1477 uitgegeven door drukker Gheraert Leeu te Gouda.
- Aan de boekdruk gaat vooraf de gravure, gevolgd door de ets. De prentkunst maakt  kunst betaalbaar en de verspreiding groter. Daardoor nemen kunstenaars in het zuiden van Europa kennis van het werk van noorderlingen en omgekeerd.

Scheepvaart
- Sinds Hendrik de Zeevaarder maken de Portugezen steeds verdere vooruitgang bij hun ontdekkingsreizen langs de westkust van Afrika. Het uiteindelijke doel is om via Afrika India te bereiken en zo rechtstreeks toegang tot de rijkdommen en specerijen van het oosten te verkrijgen, zonder afhankelijk te zijn van de moslims en Venetianen als tussenpersonen.
- Op het gebied van de zeevaartkunde wordt grote vooruitgang gemaakt en met de Arabische astronomie en wiskunde, die bekend is op het Iberisch Schiereiland, kan men astronavigatie verder ontwikkelen en kan men de breedtegraad bepalen. De Portugezen leren de winden en zeestromen te gebruiken door vanuit West-Afrika eerst naar het westen te varen, daarna naar het noorden en van daaruit terug, de volta do mar. Zeer belangrijk hierbij is de staatssteun door vooral Hendrik de Zeevaarder die in Sagres een zeevaartschool sticht.
- Ook na Hendriks dood gaan de Portugese ontdekkingsreizen door. In 1482 bereikt Diogo Cão de Kongo, in 1488 rondt Bartolomeus Diaz Kaap de Goede Hoop, in 1492 bereikt Columbus de eilanden voor de kust van Amerika - dat later nóg eens door Amerigo Vespucci, zij het nu bewust, wordt ontdekt.[1] In 1497 voltooit Vasco da Gama de reis rond Afrika met de eerste zeereis van Europa naar India.
- In   Zuid-Europa wordt het fregat ontwikkeld als antwoord op de toenemende dreiging van vanuit Noord-Afrika opererende Barbarijse Zeerovers met hun snelle galeien.

Europa
- De Honderdjarige Oorlog komt tot een einde. Onder leiding van Jeanne d'Arc ontwikkelt Frankrijk een nationaal bewustzijn en verdrijft de Engelse legers van zijn grondgebied.
- De Rozenoorlogen is de binnenlandse strijd die in Engeland woedt in de periode 1455 tot 1485. De strijd gaat tussen twee adellijke partijen, die zich plaatsen achter respectievelijk het huis Lancaster en het huis York.
- Door de inname van Constantinopel door de Osmanen (1453) valt het Byzantijnse Rijk, zo'n 1000 jaar na de oprichting in 476. De Hongaren onder Johannes Hunyadi en zijn zoon Matthias Corvinus weten de opmars van de Turken in Europa nog te stoppen.
- De Engelse overheid heeft voor haar bureaucratie behoefte aan een eenduidige vorm van het Engels voor de opstelling van officiële documenten. Met dit doel wordt de Chancery Standard ontwikkeld. Het is grotendeels gebaseerd op Londense en East Midland dialecten, omdat deze gebieden het politieke en economische centrum van het land uitmaken.
- Het hertogdom Saksen kent vanaf 1438 een Landdag, die gehoord moet worden bij het heffen van nieuwe belastingen, en vanaf 1466 ook bij zaken van oorlog en vrede.
- Opstand van de Irmandiños; burgers, boeren en lage adel van Galicië komen in verzet tegen de onderdrukking door de hoge adel.
- De Zwitserse Eedgenoten vormen een weerbare infanterie, die de ruiterijen van de Habsburgers, de Bourgondiërs en de Sforza van Milaan verslaat.
- Vanuit Perzië trekken de Roma en de Sinti Europa binnen waar ze zich verspreiden over de Balkan, de Duitse landen en Spanje. Daar blijven ze een nomadisch leven leiden.

Middellandse zee en Midden-Oosten
- De koopman Jacques Cœur zet met anderen de handel op tussen Frankrijk en de Levant en zorgt ervoor dat Marseille de belangrijkste haven wordt van de Middellandse Zee.
- Majorca, een eiland in de Middellandse Zee is het middeleeuwse centrum voor de productie van Majolica-aardewerk. De techniek is afkomstig uit Noord-Afrika en het Midden-Oosten. Als aan het einde van de 15e eeuw de Moren uit Spanje worden verdreven, verhuist een deel van de aardewerkproductie naar Faenza in Italië.
- De suikerrietteelt verplaatst zich vanuit het Middellandse Zeegebied naar de Canarische Eilanden, Madeira en Sao Tomé.
- Koffiedrinken verspreidt zich van Ethiopië naar Mekka en het Ottomaanse Rijk.

Lage landen
- De Vlaamse steden Gent en Brugge komen tot grote bloei, onder andere doordat de steden in Noord-Italië door voortdurende oorlogen terrein prijsgeven. Zie Blauwe Banaan.
- De hertogen van Bourgondië weten de meeste Nederlandse gewesten onder zich te brengen. In Vlaanderen volgt in 1404 Jan Zonder Vrees zijn moeder Margaretha van Male op. Met de Zoen van Delft verkrijgt zijn zoon Filips de Goede in 1428 de erflanden van Jacoba van Beieren. De Bourgondiërs beginnen met de inrichting van een centraal bestuur. In 1464 komen voor het eerst de staten-generaal bijeen in Brugge.
- Het proces van inklinking van de veenbodem in Holland gaat door. Graanbouw wordt nagenoeg onmogelijk, en de mannen worden de zee opgedreven om door vervoer en handel aan graan te komen. De Oostvaart wordt de 'moedernegotie' van de Hollandse welvaart.
- Vanaf 1390 vindt een snelle introductie van boekweit plaats in de Nederlanden. De centra hiervan zijn de Kempen en de IJsselvallei.
- De steden gaan schutterijen oprichten om te waken over veiligheid en rust. Vaak krijgen deze gilden Sint Sebastiaan als patroon.
- In 1413 werpt de stad Stavoren als laatste het grafelijke gezag af. Friesland is weer volledig onafhankelijk, waarop het onderlinge uitvechten van vetes en roverijen tussen Schieringers en Vetkopers begint.

Economie
- Brugge neemt de plaats over van de Champagne als scharnierpunt van de handel tussen het zuiden en het noorden van Europa.
- Na 1400 groeit de lakenindustrie van Duffel en Leiden uit tot de belangrijkste in Europa. In Leiden wordt de productie voor het eerst geïndustrialiseerd. Het productieproces vindt niet meer binnen één bedrijf plaats maar volgens een strikte taakverdeling, waarbij in diverse stappen halffabricaten worden geproduceerd. Het gehele productieproces staat onder strenge controle. Hiermee wordt een constante hoge kwaliteit van het laken bereikt, waardoor Leids laken zeer gewild is.
- In de loop van de eeuw komt in de Nederlanden de invoer op gang van goedkoop geproduceerd zout uit Bourgneuf-en-Retz aan de Golf van Biskaje, het baaizout. Na 1450 stort de Nederlandse zoutwinning, bekend als moernering, geheel in.
- De Italiaanse kunst van het dubbel boekhouden bereikt de vorm waarin wij haar nog kennen. Ook het opkomende Zwabische bankiershuis Fugger maakt zich deze kunst eigen. Het voorziet keizer, paus en vele andere vorsten van de middelen om hun oorlogen te voeren.
- Dertien Nederlandse steden zijn lid van de Hanze, een handelsverbond rondom de Noord- en Oostzee. Vanaf vooral ongeveer 1430 breken er diverse kaperoorlogen uit tussen deze steden en vrije handelaren uit steden die geen lid zijn van het verbond, met name uit de graafschappen Holland en Zeeland en uit Engeland. De Vrede van Utrecht maakt in 1474 niet alleen een einde aan de oorlogen maar de facto ook een einde aan de hegemonie van de Hanze.
- In Holland wordt de haringvisserij een factor in de economie. Er wordt een groter scheepstype ontwikkeld, de haringbuis, dat verder op zee kan gaan. Het haring kaken maakt het mogelijk om de vis in zout te conserveren, waardoor het schip niet meer dagelijks naar de wal hoeft te gaan om de vis af te zetten.
- Als in de 15e eeuw de Zuiderzee zijn vorm grotendeels heeft gekregen, ontstaan er grote vismogelijkheden. Dorpen aan de rand van de Zuiderzee gaan leven van de visserij.
- In de Nederlanden wordt een munthervorming doorgevoerd. De waarde van de dubbelgroot wordt vastgesteld op een twintigste deel van een Rijnlandgulden. In 1496 wordt de laatste enkelgroot geslagen. Rond deze periode komt ook een nieuwe benaming in omloop voor de dubbelgroot, de (Brabantse) stuiver.

Cultuur
- De Italiaanse renaissance is gebaseerd op de spirituele en intellectuele autonomie van het individu en op de kracht van de menselijke rede. Dit idee ontstaat geleidelijk aan uit de humanistische gedachte die de mens centraal stelt.
- Het madrigaal is een kort meerstemmig lied voor een groep zangers, die in verstrengelde melodieën de tekst van een gedicht zingen.
- De herontdekking van het werk van Vitruvius in 1414 heeft een invloed op architecten uit de renaissance. Het voegt een archeologische onderbouwing toe aan de opkomst van de renaissancearchitectuur, die al aan de gang is. Architecten als Filippo Brunelleschi en Leon Battista Alberti  vinden in De architectura hun beweegredenen om hun beroep tot een wetenschappelijke discipline te verheffen.
- Belangrijke kunstenaars uit het Quattrocento zijn onder anderen de beeldhouwer Donatello, de architect Brunelleschi en de schilders Fra Filippo Lippi en Botticelli. Waarschijnlijk de bekendste renaissancekunstenaar is Leonardo da Vinci, die in de 15e eeuw de Mens van Vitruvius schetst en Het Laatste Avondmaal schildert in het klooster van Santa Maria Delle Grazie in Milaan.
- Er is een nauwe culturele samenwerking tussen Vlaanderen en Venetië. Zo komen Venetiaanse schilders in Vlaanderen de olieverftechniek bestuderen en gaan Vlaamse kunstenaars naar Venetië om hun schilderijen te zien.
- Het lijnperspectief raakt in zwang.
- Bloei van de moraliteiten: toneelspelen met in de hoofdrollen allegorische figuren. Voorbeelden zijn het Engelse The Castle of Perseverance en het Nederlandse Elckerlijc.
- Gent en Brugge zijn het centrum van de laat-middeleeuwse schilderkunst van de Vlaamse Primitieven, die evenwel ook wortels hebben in Doornik en in Haarlem. Ze schilderen vaak drieluiken op houten panelen met olieverf. De motieven zijn veelal religieus.
- Vanuit het Iberisch schiereiland doet de stadsreus zijn intrede in het noorden. In 1398 verschijnen de eerste reuzen in Antwerpen, in 1447 te Bergen op Zoom, in 1461 te Leicester en in 1462 te Aat (Le Cheval Bayard in de Ducasse van Aat).
- In de Nederlanden gaan schilders het goedkopere smalt als blauw pigment gebruiken in plaats van het duurdere ultramarijn

Wetenschap
- In Samarkand, de hoofdstad van zijn rijk, richt Ulugh Bey een wetenschappelijke school op waar astronomie wordt onderwezen. Hij bouwt een reusachtig sextant van marmer, 63 meter lang en met een kromtestraal van 40 meter, uitgelijnd op de lokale meridiaan. Hiermee kan hij de posities van zon, maan en planeten bepalen alsook die van een duizendtal sterren. Ulug Bey publiceert zijn metingen in de sterrencatalogus Zidji Djadid Sultani (1420-1437). Deze metingen verbeteren in verschillende opzichten die van Claudius Ptolemaeus. De - in het Arabisch gestelde - catalogus wordt in het Perzisch vertaald.
- Regiomontanus, de belangrijkste wiskundige en astronoom van Europa in deze eeuw, bouwt in Neurenberg de eerste sterrenwacht in Duitsland.
- Nicolaas van Cusa beschrijft het gebruik van holle lenzen bij bijziendheid.

Militair
- De clover bestaat uit een holle buis met gladde loop, aan één zijde afgesloten en op een stuk hout geklemd. Het wapen wordt met buskruit geladen om loden kogels af te vuren. Het buskruit ontsteekt men via een lontgat in de buis met een trage lont.
- Vervanging van stormrammen en blijden door kanonnen.

Innovatie
- De grote steden worden centra van rechtspraak en handel. Er kunnen meer afspraken in een dag gemaakt worden als die dag is ingedeeld in vaststaande uren. Het gevolg van de verdeling van de dag in vaste uren is, dat mensen niet meer op de zon kunnen vertrouwen om te zien hoe laat het is. Ze moeten uitgaan van het mechanische uurwerk, en de behoefte aan uurwerken neemt dus toe.
- De ijzeren schroef doet zijn intrede in Europa.
- De introductie van de poldermolens leidt tot een samenhangend systeem van polders en boezems.
- Grote verbeteringen aan het rijtuig maken het reizen op de schaarse en slechte wegen minder oncomfortabel. De wagenmakers in het Hongaarse Kocs (spreek uit kotsj) worden zo beroemd, dat hun lichte rijtuigen "koets" en "coach" gaan heten.
- Schrijfstiften verdwijnen uit het dagelijkse leven en worden vervangen door een griffel en leisteen als schrijfplankje en door het massaal en goedkoper produceren van papier met de opkomst van watergedreven papiermolens.
- in de tweede helft van de eeuw begint men weer met dakpannen te experimenteren en de monniken en nonnen zijn de eerste modellen dakpan.

godsdienst
- Religieuze opleving in Europa door de prediking van missionarissen als Bernardus van Siena in Italië en andere Observanten, zoals Johannes van Capestrano in Duitsland en Jan Brugman in de Nederlanden. Hier wordt het eerste Minderbroedersklooster gesticht in 1439.
- Vanaf het begin van de eeuw worden overal vrouwenkloosters gesticht door de orde van de Agnieten.
- In Europa wordt de jodenhoed geleidelijk als onderscheidend kenmerk vervangen door de jodenring. Sinds het Vierde Lateraans Concilie (1215) schrijft de Rooms-Katholieke Kerk aan de wereldlijke overheden voor om joden en moslims te verplichten een onderscheidend teken te dragen.
- In Spanje voeren de dominicanen campagne onder Joden om zich te bekeren tot het christendom. De conversos krijgen toegang tot beroepen die voor Joden gesloten zijn. Er ontstaan spanningen tussen Joden en bekeerlingen. Vanaf 1478 gaat de Inquisitie conversos onderzoeken die ervan worden verdacht heimelijk hun oude geloof te belijden. Wanneer ze openlijk terugkeren tot het jodendom gelden ze als ketters, en riskeren ze de brandstapel. De aldus opgebouwde spanning leidt in 1492 tot de uitwijzing van de Joden door de katholieke koningen.
- In Duitsland en de Lage Landen ontwikkelt zich een Bijbels humanisme. Dit propageert een persoonlijker geloofsbeleving dan tot nu toe gebruikelijk is. Het Bijbels humanisme bestudeert vooral de bronnen van het christendom, waaronder de teksten van de kerkvaders Augustinus en Hiëronymus.
- Een verschijningsvorm van het Bijbels humanisme in de Nederlanden is de Moderne Devotie, een door de leek Geert Grote geïnitieerde religieuze beweging, waarin de nadruk ligt op vroomheid en praktische geloofsbeleving. Centraal staat het navolgen van Jezus, waarbij vooral veel aandacht is voor zijn lijden en kruisdood.

Azië
- China keert zich naar binnen; begin van een eeuwenlang isolement.
- Ondergang van het Mongoolse Rijk.
- Na de dood van Timoer Lenk (1406) is Perzië verdeeld in het Westen, de Kara Koyunlu ("Zwarte Schapen") met als hoofdstad Bagdad en in het Oosten, de Ak Koyunlu ("Witte Schapen") met als hoofdstad Tabriz. De twee partijen bestrijden elkaar gedurende 60 jaar. De Slag bij Chapakchur (1467), waar Oezoen Hasan, van de witte schapen, Jahan Shah, van de zwarte schapen, verslaat, betekent het einde van de heerschappij van de Kara Koyunlu in West-Azië.
- De eerste Peranakan-Chinezen komen aan in de Indische Archipel.
- Er wordt aangenomen dat Vijayanagara aan het eind van de 15e eeuw de grootste stad van India is, en de op een na grootste stad ter wereld.

Amerika
- De beschaving van de Inca's in het tegenwoordige Peru bereikt een hoogtepunt.
- De Azteekse Driebond is een alliantie van drie Azteekse stadstaten: Tenochtitlan; Texcoco; en Tlacopan. De stadstaten heersen over het gebied in en rond het Dal van Mexico
- De Azteken leggen chinampa's aan: drijvende tuinen. Het verankeren gebeurt door het vlot te beplanten met wilgen die wortel schieten in de drassige bodem van het meer.
- Als de Europeanen Zuid-Amerika beginnen te ontdekken, is de Chibcha de prominentste etnische groep in Colombia. Zij zijn onderverdeeld in de Muisca en de Tairona, en nog enkele kleinere groepen.

## Belangrijke personen van de 15e eeuw

Mona Lisa van Leonardo da Vinci

- Jeanne d'Arc
- Christoffel Columbus
- Vlad Tepes (Dracula)
- Vasco da Gama
- Amerigo Vespucci
- Filips de Schone
- Paus Innocentius VIII
- Richard III van Engeland
- Michelangelo
- Machiavelli
- Filips de Goede
- Mehmet II
- Johannes Ockeghem
- Andrej Roebljov
- Leonardo da Vinci

<< · 1400-1409 · 1410-1419 · 1420-1429 · 1430-1439 · 1440-1449 · 1450-1459 · 1460-1469 · 1470-1479 · 1480-1489 · 1490-1499 · >>
<< · 11e · 12e · 13e · 14e · 15e · 16e · 17e · 18e · 19e · 20e · >>